# Vandellia taishanensis
Vandellia taishanensis är en tvåhjärtbladig växtart som först beskrevs av F.Z.Li, och fick sitt nu gällande namn av Fischer, Schäferhoff och Müller. Vandellia taishanensis ingår i släktet Vandellia och familjen Linderniaceae. Inga underarter finns listade i Catalogue of Life.